# Armékorps
 For alternative betydninger, se Korps.
Et armékorps (ofte forkortet til "korps") er en militær enhed som typisk består af et antal divisioner og et antal mindre, supplerende enheder (korpstropper). Flere armékorps kan indgå i armeer.
Et typisk armékorps i de fleste hære omfatter ca. 45-60.000 mand bestående af tre divisioner a fire brigader a 3-4 bataljoner a 3-4 kompagnier. Afhængig af formål og opgave kan et korps sammensættes med en fælles opgave, som omfatter samkøring af artilleri, infanteri, kavaleri/panser etc. Den øverstkommanderende i et armékorps er oftest en generalløjtnant.
Et eksempel er Sydstaternes Longstreet Army Corps ved Gettysburg under den amerikanske borgerkrig. Det bestod af tre divisioner og var opkaldt efter dets øverstbefalende generalløjtnant James Longstreet.
Danmark har ikke styrker nok til at oprette et selvstændigt armékorps, men har i nogle tilfælde stillet mandskab til rådighed i internationale korps, blandt andet under konflikter i det tidligere Jugoslavien i 1990'erne.
Derudover anvendes betegnelsen korps om specialiserede militære enheder der kan være større end et armékorps – USA's Marinekorps (US Marine Corps), eller mindre end et armekorps – Jægerkorpset, Søværnets Tamburkorps, Lottekorpset, Frømandskorpset osv.